# Тоби Фрауд
Тоби Фрауд (англ. Toby Froud; род. 1984) — англо-американский художник, дизайнер спецэффектов, кукловод, режиссер и исполнитель.

## Ранняя жизнь
Тоби Фрауд родился в 1984 году в Лондоне, в семье английского художника Брайана Фрауда и американской кукольной мастерицы Венди Фрауд. Его дедушкой по материнской линии был немецко-американский скульптор Вальтер Миденер (1912—1998), а бабушкой по материнской линии была Маргарет «Пегги» Миденер (урожденная Маккензи; 1925—2016), художница и коллажистка из Мичигана.
Его родители познакомились в 1978 году, когда работали над подготовкой фильма Джима Хенсона «Темный кристалл» 1982 года, концептуальным дизайнером которого был Брайан, а Венди — изготовителем кукол. Они поженились в 1980 году. Фрауд родился во время подготовки второго фильма, «Лабиринт» (выпущенный в 1986 году), и в возрасте одного года снялся в фильме как ребенок, которого желает отвести к Королю гоблинов старшая сестра Сара. Благодаря популярности Лабиринта, Фрауд приобрел культовый статус и был описан как один из самых известных детей в кино 80-х годов.
Фрауд вырос в Чагфорде, на окраине Дартмура. Он проявлял интерес к кукольному искусству с раннего возраста из-за того, что видел работы своих родителей.

## Карьера
Фрауд учился в Muppet Workshop в Нью-Йорке в 1999 году. В 2004 году работал в Weta Workshop в Новой Зеландии в качестве скульптора, изготовителя и художника по миниатюрным эффектам для фильмов 2005 года «Хроники Нарнии: Лев, колдунья и волшебный шкаф» и «Кин Конг». Он окончил Уимблдонскую школу искусств в 2006 году со степенью бакалавра технических искусств и спецэффектов.
В 2007 году он изготовил реквизит и декорации для британской детской телепрограммы «Какие у вас новости?», А также создал маски и куклы для лондонских театральных постановок «Красавица и чудовище» и «Золушка». В 2009 году компания Michael Curry Design Inc. из Портленда, штат Орегон, наняла Фрауда в качестве изготовителя кукол и видеохудожника для нескольких постановок, включая «Майкл Джексон: Бессмертное мировое турне».
В 2010 году Фрауд работал в Legacy Effects в Сан-Фернандо, Калифорния, в качестве изготовителя фильма «Ковбои против пришельцев». С 2010 года Фрауд работал в студии покадровой анимации Laika в Портленде, лепя и изготавливая кукол для фильмов студии ParaNorman (2012), Семейка монстров (2014), Кубо. Легенда о самурае (2016) и Потерянное звено (2019).
Фрауд основал производственную компанию Stripey Pajama Productions. Он написал и снял в 2014 году короткометражный фэнтезийный фильм «Выученные уроки», снятый компанией Хизер Хенсон IBEX Puppetry.
Он работал дизайнером существ в фильме 2016 года «Я не серийный убийца», и вместе с Хизер Хенсон был исполнительным продюсером фильма 2017 года «Ямасонг: Марш пустошей».
Фрауд два года проработал дизайнером в потоковом телесериале 2019 года Тёмный кристалл: Эпоха сопротивления, приквеле к Тёмный кристал, а в 2019 году он начал работать кукольным скульптором в предстоящем фильме Гильермо дель Торо «Пиноккио».